# Anton Ignorant
Anton Ignorant (seudónimo de Antonio López Pastor, Murcia, 4 de agosto de 1957 - Buenos Aires, 6 de agosto de 2019) fue un músico, performer y artista multidisciplinar.

## Biografía
Desarrolló la mayor parte de su actividad artística en Barcelona, ciudad a la que llegó con 7 años. Fue uno de los principales agitadores culturales de la vanguardia barcelonesa de los años 80 y 90 con proyectos como Avant-Dernières Pensées, Juventudes Apátridas o Audiopeste. Editó una parte importante de su obra como temas sueltos incluidos en casetes recopilatorios de sellos independientes. También fue miembro de Macromassa, Raeo, d_infection, I.N.R.I y The Ignotoner y colaboró con Pascal Comelade, Clónicos y Superelvis entre otros. 
Fundó los sellos de casetes 1984 Cintas and Grand Mal Ediciones, en los que editó, entre otros, trabajos de La Fura dels Baus, Error Genético, M.B., Luis Mesa, Rafael Flores, Francisco López, Fisodo 13.4, Eduardo Polonio, Juan Crek, The Haters, Felix Menkar o Víctor Nubla. También fue uno de los impulsores del proyecto 4 Sellos, que agrupaba a Cintas del Fin, Duplicadora, Grand Mal Ediciones y LMD. 
Compaginó su actividad artística con labores de gestión cultural y producción musical, especializándose en la dirección técnica de eventos al aire libre.
En 2008 se trasladó a Buenos Aires donde prosiguió con su actividad artística. Desde 2015 dio clases en el Área de Teatro y Espectáculo de la Facultad de Diseño y Comunicación de la Universidad de Palermo.

## Discografía
como Antón Ignorant:
- Jóvenes Idiotas (casete, 1984 cintas, 1984)
- Autorretrato n.º 2 (casete, Grand Mal, 1985)
- C1 (casete autoreverse, Grand Mal, 1986)
- Ultra (casete autoreverse, Grand Mal, 1986)
- L'Hora Feliç (casete, Grand Mal, 1986)
- La Hora Feliz seguida de "Falsos momentos de felicidad compartida" (casete doble, Grand Mal, 1986)
- La casa de sal (casete, 1996)
- S/S Magick For Abused Speakers (CD, Hazard Records, 2000)

Temas incluidos en recopilatorios:
- Abstract 1/Abstract 2 (en "CODEX", casete, IEP, 1985)
- Marcha de Pompa y Circunstancia (split con Comando Bruno, casete, 1984 cintas, 198?, distribuido con el fanzine "Difusión de la Cultura - El Esputo Bendito")
- Noventa Segundos (en "Babel", Casete, Las Cintas del Fin, 198?)
- Banal (en "Rythmetic Compilacion Internacional", casete, Fusión D.E. Producciones, 1986. Reeditado en  "Abstracte - Barcelona Avantgarde & Industrial 1981-1986", LP, Domestica Records, 2017)
- La cantante calva (en "Muestra", Casete, 4 sellos, 1987)
- Inside Of Me (CB Remix) (en "Nemesis 2", Casete, Nemesis, 1987)
- N° 064 (en "Que Faisiez-Vous Derrière L'Oreille ? N° 8", Casete, 1987)
- La Oreja Ignorabile (en "The Van Gogh's Favourites", Casete, Recycling Tapes, 1990)
- Obertura en falso (en "Noise Club Uno", CD, Por Caridad, 1994)
- Routine Rumble (en "Pendler", 2xCD, Skraep, 1997)
- The Right to Copy (en "Sonar 99", 4 CD, So Dens, 1999)
- Sample Reasons (en "Kläng #1", CD, 2000)
- Imitatio (PostRomantic Compressed mix) (en "Laboratorio", Libro-Disco, El Europeo, 2001)
- Pinkbones (en "Monovolumen", CD, Discos Noise, 2003)
- C1 (1986), (en "Escuchar con los ojos, Arte Sonoro en España 1961-2016", Libro con reproductor MP3, Fundación Juan March, 2016)

como Avant-Dernières Pensées:
- Arte deshecho (casete, 1984 cintas, 1984)
- Nachtmusik / Total Distorsion (casete single, 1984 cintas, 1984)
- Nada Volverá a Ser Igual (Antes de los Últimos Pensamientos) (casete, ADP, 1985)
- Descomposición elemental (casete, 3AP, 1986)
- Radiante porvenir (LP, Esplendor Geométrico Discos, 1986)
- Veterinarios del K'os/miedo (casete, 1988)

Temas incluidos en recopilatorios:
- S/T (en "Katakombe vol.2", Casete, Schrei-Records, 1984)
- Angustia Homosexual (en "¿Música Enferma?", Casete, IEP, 1984)
- Radiante Porvenir (versión) (en "4 grupos de Barcelona", LP, Esplendor Geométrico Discos, 1985)
- Desolatio (D'Après Dante) (en "L'Épuration", Casete, Underground Productions, 1985)
- El Lujo De Ser Olvidados (en "Necronomicon 2", Casete doble, Necronomicon, 1985)
- Panem Et Circenses (en "The New Rock'N'Roll (A Collection)", Casete doble, DTW, 1986)
- La Esencia Del Arte (en "Luna Y Panorama De Los Insectos", Casete, Actéon, 1986)
- Against Industrial Abuse/Use Your Technology (en "Great Evenings", Casete, Futu X Tapes, 1986)
- Water Sick (Live In 84) (en "Vertikal - Horizontal Symphonies", Casete, Fusion D.E. Producciones, 1986)
- Sin Saberlo (Mental Series) (en " Dejad Que Los Niños", Casete, 3EM Producciones, 1986)
- Canso de Bressol (en "Un Destin Si Funeste", Casete, DMA, 1986)
- I De Noviembre (en "The World, The Flesh And The Devil (Espagne-Italie)", Casete, Déviation Culturelle, 1986)
- Waffen S.S (en "6 Nuevas Bandas Catalanas", Casete, Grabaciones Góticas, 1986)
- Psico (en "Sensationnel No. 5 (All With The Voice)", Casete, 	Illusion Production, 1987)
- Art Brut 2 (en "Muestra", Casete, 4 sellos, 1987)
- Mother Death (en " Veterinarios Del K'os: Miedo", Casete, Tetra Brik Records, 1988)
- RadiaPor II (tema incluido en "Alter Músiques Natives", 2xCD, G3G, 1995)
- Masturbación (tema incluido en "La Ciudad Secreta", libro + 3xCD, Munster Records, 2013)

como Avant-Dernières Pensées + Comando Bruno:
- Muestras sin valor (casete, Grand Mal, 1986)
- Muestras sin valor (LP, Esplendor Geométrico Discos, 1986)
- Muestras sin valor (secret mix) en Cinta (cass, 4 sellos, 1987)

Temas incluidos en recopilatorios:
- Helix (Febrer 1929) (Muestras sin valor, 1986) (en "Escuchar con los ojos, Arte Sonoro en España 1961-2016", Libro con reproductor MP3, Fundación Juan March, 2016)
- Party Time (Muestras sin valor secret mix, 1987) (en "Sense Prefix, 2a Mostra del fons sonor de la biblioteca Vapor Vell", CD, La Olla Express/Biblioteques de Barcelona, 2019)

como Juventudes Apátridas:
- Juventudes Apátridas (casete, 1984 cintas, 1984)
- Juventudes Apátridas / Anton Ignorant: Split (aka "Dos Temas") (casete, 1987)

Temas incluidos en recopilatorios:
- Nueva Mística (en "Necronomicon 3", casete, Necronomicon, 1986)
- Cultura Acera (en "Extremity Exhibition", doble casete, Technological Feeling, 1987)

como Audiopeste:
- Ñaka (casete, Grand Mal, 1991)
- D.I.E.C.1 (casete C1, Grand Mal, 1992)
- El arte de cojear con la guitarra (LP, Por Caridad, 1993)
- Live To Tape (casete, 1993)
- Garatge 23.04.94 (casete, 1994, reeditado como descarga, 16RPM, 2008)

Temas incluidos en recopilatorios:
- s/t (en "Registro De Voces", Casete, IEP, 1987)
- Ho-Ha-Ho  (en "Extremity Exhibition", Casete doble, Technological Feeling, 1987)
- Sentiers Battus (en "Éclaboussures Et Réalités", Casete, Sinfonien Produkt, 1987)
- Lucky Man (en "¿Es Esto Música?", Casete, 	Grabaciones Sin Futuro)
- Satie Y Las Goteres (en " Veterinarios Del K'os: Miedo", Casete, Tetra Brik Records, 1988)
- 3 temas en "Totum Revolutum" (casete, Clonaciones Petunio, 1993)

como Nubla & Ignorant:
- Delirio de Dioses (LP de una sola cara, Frenetic Records, 1986)

como Ignorant / Buildings:
- XVIII La Luna (Single, G3G, 1989, 7" de una sola cara grabado en directo)

con Macromassa:
- Espejo Rapidísimo Qinqen (LP, Esplendor Geométrico Discos, 1988 - 2ª ed. La Isla de la Tortuga, 1989)
- Los hechos Pérez (LP/CD, 1992 G3G Records)
- Música de sala para convertidores (5 de noviembre de 1990) (descarga, Bandcamp, 2019)
- Ignorant + Macromassa. 1987 / Nou desitg negre (en "Audiopesía Sampler vol. 1", casete, Las Cintas Del Fin, 1987)

con Raeo:
- El Diablo (Single, G3G, 1992)
- Adiós Júpiter (CD, G3G, 1994)
- Words Are Worms / Most Na Savi (Single, Amanita, 1997)

con Clónicos:
- Figuras Españolas (LP, Gasa, 1988)

con Superelvis:
- Having Fun On Stage (CD, Por Caridad Producciones, 1998)

con d_infection:
- Auralzheimer 1.0 (CD, d_birus, 2001)
- Auralzheimer Bera (CD, d_birus, 2001)
- Elkano sessions (CD, d_birus, 2002)

con The Ignotoner:
- Complete Recorded Works 2011 (3CDr/descarga, 16RPM, aparición prevista en 2024)

con The Pink House:
- The Pink House (CD, Pink House Music, 2017)

con Bel Canto Orchestra:
- En Directe A La Plaça Del Sol 22-08-1985 (CD, Parasite, 2008)

con Victor Nubla:
- "Por" y "Antichton" (en "Antichton", CD, Hrönir, 2002)

Homenajes:
- Anki Toner: La Hora Ignorantiana (CDr/descarga, Hazard Records, 2020)